# Tuca Fernandes
Antônio César Queiroz Fernandes da Silva (Salvador, 11 de dezembro de 1964), mais conhecido como Tuca Fernandes, é um cantor e compositor brasileiro. Entre 1998 e 2011 foi vocalista da banda Jammil e Uma Noites.

## Carreira
Entre 1985 e 1993 Tuca foi vocalista da banda Diário Oficial. Entre 1994 e 1998 foi vocalista da banda Jheremias Não Bate Corner. Em 1998 formou o Jammil e Uma Noites. Tuca permaneceu na banda até 2011 em sua fase de maior repercussão, extraindo sucessos como "Ê Saudade", "De Bandeja", "Praieiro", "Tchau, I Have to Go Now", "É Verão" e "Agora que o Carnaval Terminou". Em 2009 recebeu o título de cidadão honorário da cidade de Belo Horizonte, Minas Gerais, devido a repercussão das músicas da banda no estado e pela homenagem que fez na cação "Axé Minas" anos antes. Em 15 de abril de 2011 deixou o Jammil para seguir carreira solo.

## Discografia

### Álbuns de estúdio
| Álbum          | Detalhes                                                                                      |
| -------------- | --------------------------------------------------------------------------------------------- |
| Tuca Fernandes | - Lançamento: 10 de fevereiro de 2012 - Formatos: CD, download digital - Gravadora: Som Livre |
| Simples        | - Lançamento: 7 de agosto de 2015 - Formatos: CD, download digital - Gravadora: Independente  |

### Álbuns ao vivo
| Álbum              | Detalhes                                                                                       |
| ------------------ | ---------------------------------------------------------------------------------------------- |
| Studio TF: Ao Vivo | - Lançamento: 25 de outubro de 2019 - Formatos: CD, download digital - Gravadora: Independente |

### Extended plays(EPs)
| Álbum   | Detalhes                                                                                 |
| ------- | ---------------------------------------------------------------------------------------- |
| A Favor | - Lançamento: 20 de abril de 2018 - Formatos: Download digital - Gravadora: Independente |

### Singles
Como artista principal
| Título                                         | Ano  | Álbum                         |
| ---------------------------------------------- | ---- | ----------------------------- |
| "Pirei no Seu Amor"                            | 2011 | Tuca Fernandes                |
| "Fevereira"                                    | 2011 | Tuca Fernandes                |
| "Dourada Cor"                                  | 2012 | Não adicionado à nenhum álbum |
| "Nada"                                         | 2013 | Tuca Fernandes                |
| "Loucuras de Verão"                            | 2013 | Não adicionado à nenhum álbum |
| "Lindo Filme"                                  | 2014 | Não adicionado à nenhum álbum |
| "Esperando Você Ligar"                         | 2015 | Simples                       |
| "Simples"                                      | 2015 | Simples                       |
| "Toda Manhã"                                   | 2016 | Não adicionado à nenhum álbum |
| "Salvador Deliberdade" (part. Saulo Fernandes) | 2017 | A Favor                       |
| "Presente de Deus"                             | 2018 | A Favor                       |
| "Fico com Verão"                               | 2018 | Studio TF: Ao Vivo            |
| "Que Calor"                                    | 2018 | A Favor                       |
| "Vai Vem Vai Bem" (part. Clara Silqueira)      | 2019 | Não adicionado à nenhum álbum |
| "Fico com Verão" (part. Clara & Ika)           | 2019 | Não adicionado à nenhum álbum |